# بریل ورتیو
بریل ورتیو (انگلیسی: Beryl Vertue؛ ‏ ۸ آوریل ۱۹۳۱) تهیه‌کننده تلویزیونی و سرمایه‌دار رسانه‌ای اهل بریتانیا بود.
از فیلم‌ها یا مجموعه‌های تلویزیونی که وی در آن‌ها نقش داشته‌است، می‌توان به عاشق لیدی چترلی، شرلوک، مردان کج‌رفتار، نام رمز: کیریل و بهار زندگی دوشیزه جین برودی اشاره نمود.
ورتیو در ۱۲ فوریه ۲۰۲۲ در ۹۰ سالگی درگذشت.